# Stacked
Stacked é uma sitcom norte-americana que era exibido pelo canal americano FOX. A série é exibida no Brasil pelo canal FX.